# Rhyacophila nevada
Rhyacophila nevada là một loài Trichoptera trong họ Rhyacophilidae. Chúng phân bố ở miền Cổ bắc.